# Mali na Letnich Igrzyskach Olimpijskich 2016
Mali na Letnich Igrzyskach Olimpijskich 2016 w Rio de Janeiro reprezentowało sześciu zawodników. Był to 13. start reprezentacji Mali na letnich igrzyskach olimpijskich.

## Skład reprezentacji

### Lekkoatletyka
Konkurencje biegowe
| Zawodniczka    | Konkurencja          | Runda 1  | Runda 1 | Półfinał | Półfinał | Finał    | Finał   |
| Zawodniczka    | Konkurencja          | Rezultat | Pozycja | Rezultat | Pozycja  | Rezultat | Pozycja |
| -------------- | -------------------- | -------- | ------- | -------- | -------- | -------- | ------- |
| Djénébou Danté | Bieg na 400 m kobiet | 52,85    | 42.     | NQ       | NQ       | NQ       | NQ      |

Konkurencje techniczne
| Zawodnik           | Konkurencja       | Eliminacje | Eliminacje | Finał    | Finał   |
| Zawodnik           | Konkurencja       | Rezultat   | Pozycja    | Rezultat | Pozycja |
| ------------------ | ----------------- | ---------- | ---------- | -------- | ------- |
| Mamadou Chérif Dia | Trójskok mężczyzn | 16,45      | 24.        | NQ       | NQ      |

### Judo
| Zawodnik      | Konkurencja      | 1/32             | 1/16                  | 1/8              | Ćwierćfinały     | Półfinały        | Repesaż 1        | Repesaż 2        | Repesaż 3        | Finał            | Pozycja |
| Zawodnik      | Konkurencja      | Przeciwnik Wynik | Przeciwnik Wynik      | Przeciwnik Wynik | Przeciwnik Wynik | Przeciwnik Wynik | Przeciwnik Wynik | Przeciwnik Wynik | Przeciwnik Wynik | Przeciwnik Wynik | Pozycja |
| ------------- | ---------------- | ---------------- | --------------------- | ---------------- | ---------------- | ---------------- | ---------------- | ---------------- | ---------------- | ---------------- | ------- |
| Ayouba Traore | -100 kg mężczyzn | BYE              | Cyrille Maret P 0-100 | NQ               | NQ               | NQ               | NQ               | NQ               | NQ               | NQ               | 17.     |

### Pływanie
| Zawodnik             | Konkurencja                   | Eliminacje | Eliminacje | Półfinał | Półfinał | Finał | Finał   |
| Zawodnik             | Konkurencja                   | Czas       | Miejsce    | Czas     | Miejsce  | Czas  | Miejsce |
| -------------------- | ----------------------------- | ---------- | ---------- | -------- | -------- | ----- | ------- |
| Oumar Touré          | 100 m st. motylkowym mężczyzn | 57,56      | 41.        | NQ       | NQ       | NQ    | NQ      |
| Fatoumata Samassékou | 50 m st. motylkowym kobiet    | 33,71      | 81.        | NQ       | NQ       | NQ    | NQ      |

### Taekwondo
| Zawodnik         | Konkurencja     | 1/8                | Ćwierćfinał      | Półfinał         | Repesaż 1        | Repesaż 2        | Finał            | Finał   |
| Zawodnik         | Konkurencja     | Przeciwnik Wynik   | Przeciwnik Wynik | Przeciwnik Wynik | Przeciwnik Wynik | Przeciwnik Wynik | Przeciwnik Wynik | Pozycja |
| ---------------- | --------------- | ------------------ | ---------------- | ---------------- | ---------------- | ---------------- | ---------------- | ------- |
| Ismaël Coulibaly | -80 kg mężczyzn | Milad Bejgi P 6:13 | NQ               | NQ               | NQ               | NQ               | NQ               | 11.     |